# Didineis
Didineis är ett släkte av steklar som beskrevs av Wesmael 1856. Didineis ingår i familjen Crabronidae.
Släktet innehåller bara arten Didineis lunicornis.